# Accipiter rufitorques
El gavilán de las Fiyi (Accipiter rufitorques) es una especie de ave accipitriforme de la familia Accipitridae endémico de las selvas de las islas Fiyi. No se conocen subespecies.